# Kadoma (Japonia)
Kadoma (jap. 門真市 Kadoma-shi) – miasto położone w zachodniej części wyspy Honsiu, w regionie Kinki, w prefekturze Osaka w Japonii. Miasto wchodzi w skład wielkiej aglomeracji (Kioto-Osaka-Kobe) o nazwie Keihanshin.

## Położenie
Miasto leży w północnej części prefektury. Graniczy z:
- Osaką
- Moriguchi
- Neyagawą
- Daitō

## Historia
Ibaraki zostało 1 sierpnia 1963 roku.

## Miasta partnerskie
- Japonia: Kami, Hyogo
- Holandia: Eindhoven
- Brazylia: São José dos Campos